# Claudia Aravena Lagos
Claudia Loretto Aravena Lagos (Concepción, 4 de diciembre de 1976) es una abogada egresada de la Universidad de Talca. Se desempeñó como gobernadora de la provincia de Linares desde el 11 de marzo de 2014, designada por la presidenta de la República, Michelle Bachelet Jeria. En el año 2006 ejerció de directora del Departamento Jurídico Municipal de la comuna de San Javier, logrando establecer fuertes vínculos con organizaciones sociales de la región.

## Historial electoral

### Elecciones parlamentarias de 2017
- Elecciones parlamentarias de 2017, candidato a diputado por el distrito 18 (Cauquenes, Chanco, Colbún, Linares, Longaví, Parral, Pelluhue, Retiro, San Javier, Villa Alegre y Yerbas Buenas)[3]

| Candidatos               | Pacto                    | Partido | Votos  | %    | Resultados |
| ------------------------ | ------------------------ | ------- | ------ | ---- | ---------- |
| Ignacio Urrutia Bonilla  | Chile Vamos              | UDI     | 17 804 | 14.7 | Diputado   |
| Rolando Rentería Moller  | Chile Vamos              | UDI     | 16 711 | 13.8 | Diputado   |
| Jaime Naranjo Ortíz      | La Fuerza de la Mayoría  | PS      | 13 393 | 11.1 | Diputado   |
| Manuel José Matta Aragay | Convergencia Democrática | DC      | 12 836 | 10.6 | Diputado   |
| Pablo Gutiérrez Pareja   | Convergencia Democrática | DC      | 10 995 | 9.1  |            |
| Guillermo Ceroni Fuentes | La Fuerza de la Mayoría  | PPD     | 8278   | 6.9  |            |
| Felipe Cisternas Sobarzo | Chile Vamos              | RN      | 7407   | 6.1  |            |
| Claudia Aravena Lagos    | Convergencia Democrática | DC      | 6488   | 5.4  |            |

### Elecciones municipales de 2021
- Elecciones municipales de 2021 para el concejo municipal de Linares[4]

(Se consideran los candidatos con más del 2,5% de los votos)
| Candidato                   | Pacto                         | Partido | Votos | %     | Resultado |
| --------------------------- | ----------------------------- | ------- | ----- | ----- | --------- |
| Favio Vargas Aguilera       | Chile Vamos                   | RN      | 2934  | 10.25 | Concejal  |
| Michael Concha Salvo        | Unidad por el Apruebo         | PS      | 2054  | 7.17  | Concejal  |
| Myriam Alarcón Castillo     | Unidad por el Apruebo         | PPD     | 1550  | 5.41  | Concejala |
| Carlos Castro Romero        | Frente Amplio                 | RD      | 1218  | 4.25  | Concejal  |
| Christian Gónzales Monsalve | Chile Vamos                   | RN      | 1184  | 4.14  | Concejal  |
| Lenin Fuentes Barros        | Chile Digno, Verde y Soberano | PCCh    | 1170  | 4.09  |           |
| Ignacio Morales Álvarez     | Chile Vamos                   | EVO     | 1053  | 3,68  |           |
| Jesús Rojas Pereira         | Unidad por la Dignidad        | PDC     | 1043  | 3.64  | Concejal  |
| Claudia Aravena Lagos       | Unidad por la Dignidad        | PDC     | 1039  | 3.63  |           |
| Cinthia Labraña Villalobos  | Chile Vamos                   | RN      | 895   | 3.13  | Concejala |
| Marco Ávila Vásquez         | Unidad por el Apruebo         | PS      | 741   | 2.59  |           |
| Juan Carlos Retamal Pérez   | Chile Vamos                   | RN      | 717   | 2,54  | Concejal  |

### Elecciones parlamentarias de 2021
- Elecciones parlamentarias de 2021, candidato a diputado por el distrito N.º 18 (Cauquenes, Chanco, Colbún, Linares, Longaví, Parral, Pelluhue, Retiro, San Javier, Villa Alegre y Yerbas Buenas).[5]

| Candidato                  | Pacto                          | Partido | Votos  | %     | Resultado |
| -------------------------- | ------------------------------ | ------- | ------ | ----- | --------- |
| Jaime Naranjo Ortíz        | Nuevo Pacto Social             | PS      | 15 023 | 12,74 | Diputado  |
| Paula Labra Besserer       | Chile Podemos Más              | ILAA    | 13 044 | 11,06 | Diputada  |
| John Sancho Bichet         | Chile Podemos Más              | RN      | 10 026 | 8,50  |           |
| Consuelo Veloso Ávila      | Apruebo Dignidad               | RD      | 8 903  | 7,55  | Diputada  |
| Jonathan Norambuena Barros | Nuevo Pacto Social             | ILAH    | 8 922  | 7,57  |           |
| Gustavo Benavente Vergara  | Chile Podemos Más              | UDI     | 8 114  | 6,88  | Diputado  |
| Rolando Rentería Möller    | Chile Podemos Más              | UDI     | 7 957  | 6,75  |           |
| Jorge Rojas Carvajal       | Partido de la Gente            | PDG     | 5 419  | 4,60  |           |
| Paula Nuche Garrido        | Independiente (Fuera de Pacto) | Ind.    | 4 855  | 4.12  |           |
| Rosa Catrileo Araneda      | Frente Social Cristiano        | PRCh    | 4 748  | 4,03  |           |
| Priscila González Carrillo | Apruebo Dignidad               | ILAR    | 4 675  | 3,96  |           |
| Francisco Pinochet Rojas   | Apruebo Dignidad               | RD      | 3 596  | 3,05  |           |
| Claudia Aravena Lagos      | Nuevo Pacto Social             | PDC     | 2 565  | 2,18  |           |